# کارلوس (نام کوچک)

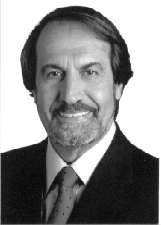
کارلوس کادوکا، نامزد شهردار در انتخابات شهرداری رسیف در سال 2004

کارلوس (Carlos در اسپانیایی و پرتغالی و Carolus در لاتین) نامی مردانه به معنی نیرومند و جنگجوی جوانمرد است که با چارلز در انگلیسی، کارل در آلمانی و کارلو در ایتالیایی مرتبط است.

## ادبیات و هنر
- کارلوس فوئنتس نویسنده مکزیکی
- کارلوس سانتانا نوازنده مکزیکی
- کارلوس پوئبلا خواننده و آهنگساز کوبایی
- خوان کارلوس اونتی نویسنده اروگوئه‌ای
- کارلوس کاستاندا نویسنده پرویی
- کارلوس ری نوریس یا چاک نوریس بازیگر و رزمی‌کار آمریکایی
- آنتونیو کارلوس ژوبیم نوازنده، خواننده و آهنگساز برزیلی
- کارلوس ریگاداس نویسنده، کارگردان و هنرپیشهٔ اهل مکزیک

## سیاست
- کارلوس معروف به کارلوس انقلابی مارکسیست، چریک، آدم‌ربا و آدم‌کش حرفه‌ای ونزوئلایی
- کارلوس ماریگلا انقلابی برزیلی
- خوآن کارلوس اول اسپانیا پادشاه اسپانیا
- کارلوس گوتیرز سیاست‌مدار آمریکایی
- خوزه کارلوس ماریاتگوئی سیاست‌مدار پرویی
- کارلوس مگنوس یا شارلمانی پادشاه فرانک‌ها
- کارلوس لاماس سیاست‌مدار آرژانتینی

## ورزش
- روبرتو کارلوس فوتبالیست برزیلی
- ژوزه کارلوس ده آلمیدا فوتبالیست برزیلی
- کارلوس آلبرتو تورس فوتبالیست برزیلی
- کارلوس آلبرتو دی جسوس فوتبالیست برزیلی
- کارلوس آلبرتو پریرا مربی فوتبال برزیلی
- کارلوس کی‌روش مربی فوتبال پرتغالی
- کارلوس والدراما فوتبالیست کلمبیایی
- کارلوس توس فوتبالیست آرژانتینی
- کارلوس بیلاردو فوتبالیست و مربی فوتبال آرژانتینی
- کارلوس کائتانو بلدورن وری معروف به دونگا فوتبالیست و مربی فوتبال برزیلی
- کارلس پویول فوتبالیست اسپانیایی
- کارلوس بوکانگرا فوتبالیست آمریکایی
- کارلوس سیمون داور فوتبال برزیلی
- کارلوس باترس داور فوتبال گواتمالایی
- خوان کارلوس فررو تنیسور اسپانیایی

## دیگران
- کارلوس اسلیم تاجر و میلیاردر مکزیکی
- کارل لینه طبیعی‌دان سوئدی